# Криптофазія

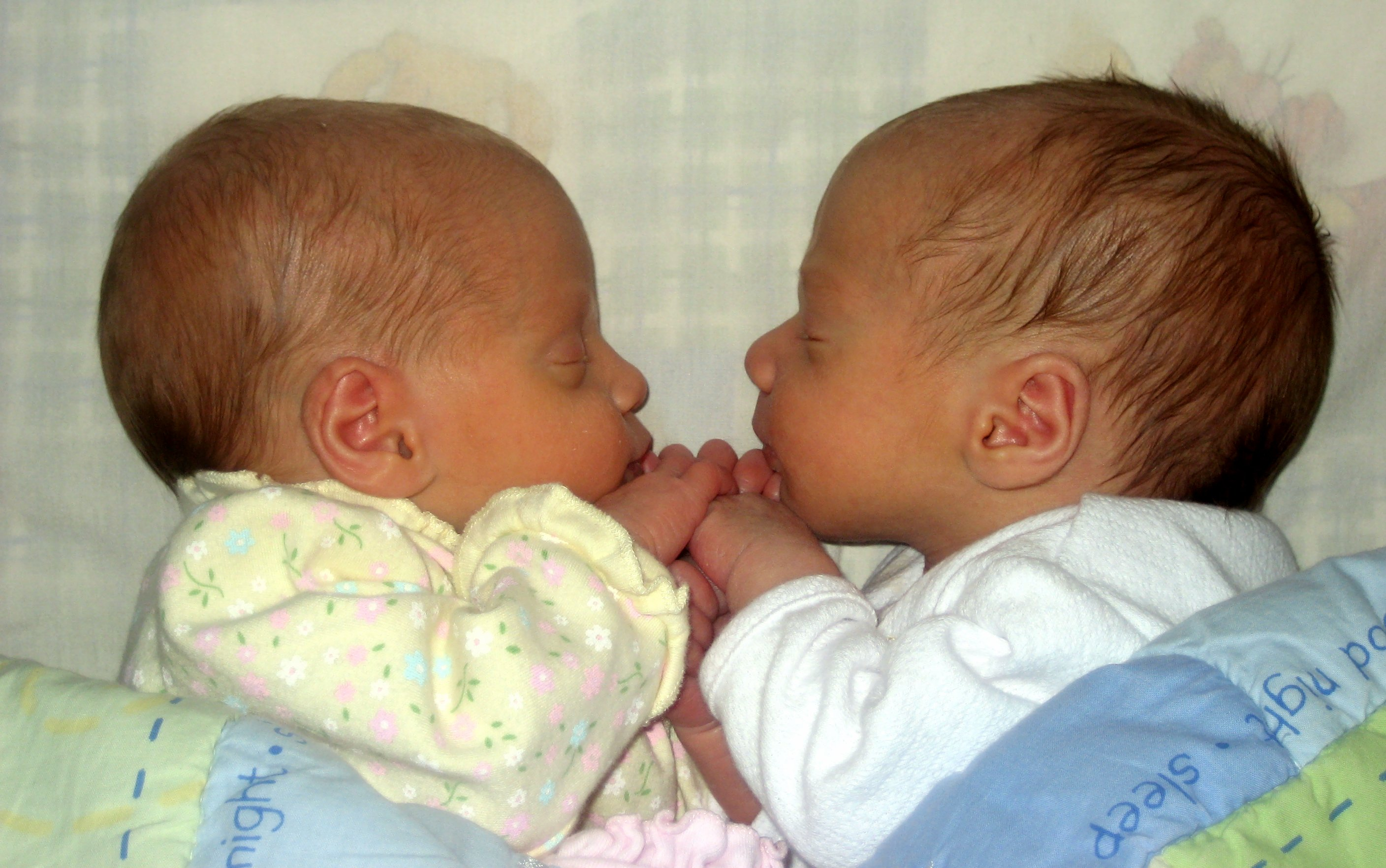
Близнюки

Криптофазія (від грец. kryptos — секрет і phasis — порушення мовлення) — незрозуміла для навколишніх система спілкування між близнюками у віці немовлят. Може включати в себе не тільки мовлення, але й міміку, жести (часто дзеркальні).
Під час аналізу мов близнюків вдалося визначити, що більшість слів є спотвореними до невпізнання словами, які діти чули від батьків.

## Виникнення терміна
Термін «криптофазія» для позначення своєрідної мови близнюків дошкільного віку запропонував французький психолог і педагог Рене Заззо в 1960 році в своїй двотомній монографії «Близнюки, пара і особистість» (фр. Les Jumeaux, le Couple et la Personne).
Багато авторів вважають, що криптофазія є окремим випадком ідіоглосії — «персональної» мови, носієм якої є тільки одна людина або дуже нечисленна група. Ідіоглосія зазвичай є результатом порушення розвитку мовлення, наприклад, при олігофренії або може бути результатом нездатності до видання горлових і піднебінних звуків за відсутності органічних і функціональних ушкоджень мовленнєвого апарату. Але ідіоглосія зазвичай не виконує функцію двонаправленого спілкування, в той час як криптофазія її забезпечує.

## Поширеність
Частота використання близнюками в дитинстві власної мови для спілкування тільки один з одним оцінюється на рівні 37—43 %. В однояйцевих близнюків це виникає частіше (48 %), ніж у різнояйцевих, серед яких у одностатевих менше (27 %), ніж у різностатевих (38 %). Така диференціація пояснюється тим, що монозиготні близнюки ростуть і розвиваються синхронно, в кооперації і з великою симпатією один до одного, а у гетерозиготних близнюків зазвичай виділяється лідер і ведений. У хлопчиків-близнюків криптофазія зустрічається майже вдвічі частіше, ніж у дівчат.
Найчастіше криптофазія у віці близько трьох років витісняється звичайною мовою, але іноді така форма спілкування залишається довше — близнюки можуть використовувати автономну мову для спілкування всередині пари до 4-х — 6-ти річного віку, при цьому з рештою світу спілкуючись звичайною мовою, хоча часто збідненою, зі змішуванням власних назв і займенників. Грейс і Вірджинія Кеннеді використовували свою мову до восьми років, у 1979 році режисер Жан-П'єр Горін зняв про них документальний фільм «Пото і Кабенго». Сестри Джун і Дженніфер Гіббонс з Уельсу зберігали свою манеру спілкування практично все життя.

## Причини
Причини такої поведінки ще досі не повністю з'ясовані. Раніше вважалося, що особлива мова є результатом батьківської неуваги — коли з дітьми мало говорять і не займаються, вони змушені «винаходити» свою мову для спілкування через слабке знання звичайної мови. Однак тепер більшість дослідників вважають, що криптофазія є наслідком накопичення помилок у процесі мовленнєвого розвитку одного або обох близнюків. Спостереження показують, що вже у віці 5—6 місяців близнюки цілком задоволені один одним і менше потребують уваги матері або інших родичів, ніж однонароджені. Діти часто при вивченні мови роблять помилки, але у близнюків завжди є партнер, який його розуміє і відповідає, що дозволяє неправильному мовленню закріпитися і розвинутися.
У всіх проаналізованих випадках мова близнюків складалась із виразів і неологізмів, заснованих на «дорослій» мові й адаптованих до обмежених фонологічних можливостей маленьких дітей. Характерними рисами є проковтування закінчень (аж до редукування слів до перших складів), перестановка складів у слові, слів у реченні. У результаті слова важко розпізнати, мова стає незрозумілою. При цьому майже завжди таким мовам не вистачає морфології, а порядок слів заснований на прагматичних засадах, таких як значимість і семантичний обсяг слів.

## Наслідки
Через криптофазію у дітей-близнюків частіше спостерігаються відставання в мовленнєвому та мовному розвиткові в ранньому та дошкільному віці, труднощі з артикуляцією і фонетикою не тільки в дошкільному, а й у шкільному віці. Розвиток мовлення на ранніх етапах онтогенезу затримується у 36 % монозиготних і 27 % гетерозиготних близнюків, але тільки у 2 % однонароджених дітей. Відставання складає близько 6 місяців. Для близнюків значну роль відіграють міміка, жести та інші невербальні засоби спілкування. Тривала взаємодія в такій формі може спричиняти відгородження від спілкування з іншими людьми. Але при цьому такі діти не вважаються інтелектуально відсталими, їм просто потрібно більше часу і занять з розвитку мовлення. У близнюків, які мали порушення мови та мовлення в 7—13 років, дошкільна криптофазія спостерігалася в 50 % випадків, а для пар без порушень — лише в 11 % випадків.